# ميخورا
ميخورا (بالعبرية: מְכוֹרָה) (بالإنجليزية: Mekhora)‏ موشاف استيطاني إسرائيلية، أقيمت عام 1973 في غور الأردن شمال شرق الضفة الغربية، على أراضي بلدة الجفتلك في محافظة أريحا، وبلدتي بيت فوريك وبيت دجن في محافظة نابلس، وتقع إداريًا ضمن اختصاص مجلس غور الأردن الإقليمي. في عام 2018 كان عدد سكانها 161 مستوطنًا.

## الجانب القانوني
يعتبر المجتمع الدولي المستوطنات الإسرائيلية في الضفة الغربية غير قانونية بموجب القانون الدولي، لكن الحكومة الإسرائيلية تعارض ذلك.